# Tales of Terror
Tales of Terror je film podjetja American International Pictures iz leta 1962. V glavnih vlogah so nastopili Vincent Price, Peter Lorre in Basil Rathbone, film je režiral Roger Corman. Film je sestavljen iz treh krajših delov, vsak od njih je predelava določene kratke zgodbe ameriškega pisatelja Edgarja Allana Poeja. Šlo je za četrtega v ciklusu Cormanovih predelav Poejevega opusa.

## Vsebina
Vsi trije deli se naslanjajo na Poejeve kratke zgodbe, in sicer Morella na Morello, The Black Cat na Črna mačka ter delno na Sod amontiliada in Dejstva v primeru M. Valdemarja na Dejstva v primeru M. Valdemarja. Gledalca v vsako od zgodb ob spremljavi mrakobne glasbe in v temačnem vzdušju pospremi Vincent Price, ki je tudi zaigral v vseh treh delih.

### Morella
Lenora Locke (igra jo Maggie Pierce) se po 26 letih iz Bostona vrne k svojemu očetu (igra ga Vincent Price) v njegovem starem in prašnem dvorcu. Ob prihodu najde očeta v pijanem, neurejenem in potrtem stanju. On sprva odkloni njeno družbo in vztraja, da je ona z rojstvom ubila svojo mati Morello (igra jo Leona Gage). Lenora odkrije, da oče še ves ta čas hrani materino razpadlo truplo v eni od sob v dvorcu. Kmalu zatem Lenora očetu izda, da se je k njemu vrnila, ker je na smrt bolna. Očetu je zavoljo tega hudo in si premisli ter ji dovoli ostati.
Po večerji se Lenora odpravi v posteljo spat. Sredi noči vstane Morellin duh in poleti v Lenorino sobo ter Lenoro umori, kot maščevanje za svojo smrt. Morellino telo nato oživi in postane obnovljeno in lepo kot v svojih najboljših časih. Medtem Lenorino razpadajoče truplo zamenja Morello na mestu, kjer je ležala 26 let. Morella nato zadavi svojega zgroženega moža, ki v šoku iz rok izpusti svečnik. S tem zaneti požar, ki se hitro razširi po celi hiši. Morella in Lenora se nato vrneta nazaj v svoji prvotni telesi. Na Lenorino truplo se vrne nasmeh, ko leži na očetovem truplu, gnilo Morellino telo pa zajamejo plameni.

### Črna mačka
Montresor Herringbone (igra ga Peter Lorre) sovraži svojo ženo Annabelle (igra jo Joyce Jameson) in njeno črno mačko. Vsako noč obiskuje krčmo in se v njej opija. Vsakokrat se nato pijan vrne domov in od žene izterja denar za nova ponočevanja. Nekega večera ga vržejo ven iz krčme in pot ga zanese mimo lokala, v katerem se je ravno tedaj odvijalo preizkušanje vin. V lokal vstopi in kmalu ga opazijo ter ga želijo vreči ven. Montresor zavpije, da pozna vsako vrsto vina in na preizkuševalski dvoboj izzove njihovega najboljšega preizkuševalca, Fortunata Luchresija (igra ga Vincent Price). Oba dolgo časa uspešno preizkušata vina, dokler Montresor ne postane pijan in se zvrne na tla. Fortunato, ki je od vsakega vina napravil le majhen požirek, je še povsem trezen in Montresorja pospremi domov. Tam se spozna z Annabelle in se vanjo zaljubi, ona pa vanj. Od tedaj prične vsak večer prihajati k njej, v času ko Montresor popiva v krčmi.
Nedolgo zatem Montresor spozna, da ga žena vara. Ob vrnitvi domov jo vklene. Naslednjega večera nič hudega sluteč na obisk pride Fortunato in Montresor ga opije z vinom in ravno tako vklene. Oba nato odpelje v klet in ju živa zazida. Zatem preišče hišo in v neki vazi odkrije denar, za katerega je ves čas sumil, da mu ga žena skriva. Z denarjem odide v krčmo in plača pijačo za vse. V trenutku nepozornosti krčmarju namigne, da mu je denar dala žena in da ga ne bo več potrebovala. Krčmar o tem obvesti policijo in kmalu Montresorjev dom obiščeta dva policaja. Hišo se odločita temeljito preiskati, začenši s kletnimi prostori. Tam zaslišita praskanje izza opečnega zidu, tako da ga podreta. Za njim odkrijeta Fortunata in Annabelle, ter na Montresorjevo začudenje tudi črno mačko, ki jo je močno sovražil in jo očitno po pomoti zazidal skupaj z njima.

### Dejstva v primeru M. Valdemarja
M. Valdemar (igra ga Vincent Price) umira za bolečo boleznijo in iz obupa zaposli hipnotizerja Carmichaela (igra ga Basil Rathbone), da bi zmanjšal njegove muke. Carmichael ga spravlja v različna hipnotična stanja in ga postopoma odreši bolečin. Valdemar je z njegovim delom zadovoljen, manj pa do Carmichaela močno sumničava Valdemarjeva žena Helene (igra jo Debra Paget) in zdravnik dr. James (igra ga David Frankham). Valdemar v svojem navdušenju nad Carmichaelom le-temu dovoli, da na njem izpelje eksperiment. S tem eksperimentom bi Carmichael Valdemarja na smrtni postelji s svojimi močmi poskusil zadržati na sredi med svetom živih in mrtvih. To mu tudi uspe in Valdemarjevo telo umre, a še vedno oddaja zvoke in komunicira s Carmichaelom. Valdemar nato neuspešno prosi Carmichaela, da ga izpusti iz tega stanja.
Čez nekaj mesecev Carmichael prevzame popoln nadzor nad Valdemarjevim umom in Helene preko Valdemarja prisili v poroko z njim. To je sicer v nasprotju z Valdemarjevimi zadnjimi željami, ko je dejal, da si želi, da bi Helene po njegovi smrti srečo našla v odnosu z zdravnikom Jamesom. Helene Carmichaela zavrne in odkloni poroko z njim, zaradi česar jo on napade. Zatem iz postelje vstane Valdemarjevo razkrojeno truplo in napade ter ubije presenečenega Carmichaela, medtem ko Helene iz sobe reši James. Po tem ko Valdemar ubije Carmichaela, njegovo truplo dokončno razpade in od njega ostane le še okostje in nekakšna fluorescentna tekočina.

## Igralska zasedba
| Morella - Vincent Price - Locke - Maggie Pierce - Lenora Locke - Leona Gage - Morella Locke - Edmund Cobb - kočijaž | Črna mačka - Peter Lorre - Montresor Herringbone - Joyce Jameson - Annabel Herringbone - Vincent Price - Fortunato Luchresi - Wally Campo - krčmar Wilkins - Alan DeWitt - vodja preizkuševalcev | Dejstva v primeru M. Valdemarja - Vincent Price - Valdemar - Basil Rathbone - Carmichael - Debra Paget - Helene - David Frankham - dr. James |

## Produkcija
Corman je o razlikah med filmom Tales of Terror in njegovimi zgodnejšimi AIP-jevimi predelavami Poejevega opusa izjavil:
»S filmom Tales of Terror smo poskusili ustvariti nekaj drugačnega. Scenarij je pravzaprav obsegal niz zelo strašnih in dramatičnih prizorov, ki so jih navdihnile številne Poejeve zgodbe. Da bi prekinili napetost, smo v eno od njih [Črna mačka] poskusili vstaviti humorne vložke...« 
Ustvarjalci so za vse tri zgodbe porabili tri tedne. Za zaključne prizore zgodbe Morella se je Corman poslužil pridobljenega gradiva še iz filma House of Usher, ki ga je posnel leta 1960. House of Usher je bila sicer prva v nizu njegovih predelav Poejevih zgodb.
Da bi ustvarili vtis, da se glava Vincenta Prica topi v silnem ognju, so ustvarjalci v zgodbi Morella uporabili posebno mešanico. Zmešali so lepilo, glicerin, koruzni škrob in lepotilno barvo ter dobljeno snov polili po Pricovi glavi. Mešanica je bila tako vroča, da je zdržal le nekaj sekund, preden so mu mešanico odstranili.

## Odziv
V časniku The New York Times so film proglasili za »dolgočasno, absurdno in ničvredno predelavo.« 

## Trženje
Film je izšel v DVD izdaji, družba Dell Comics je poskrbela celo za stripovsko priredbo filma. Leta 1962 je sicer izšla tudi knjižna različica filma avtorice Eunice Sudak, ki je za založbo Lancer Books v roman predelala originalni scenarij Richarda Mathesona.